# Florian Oßner

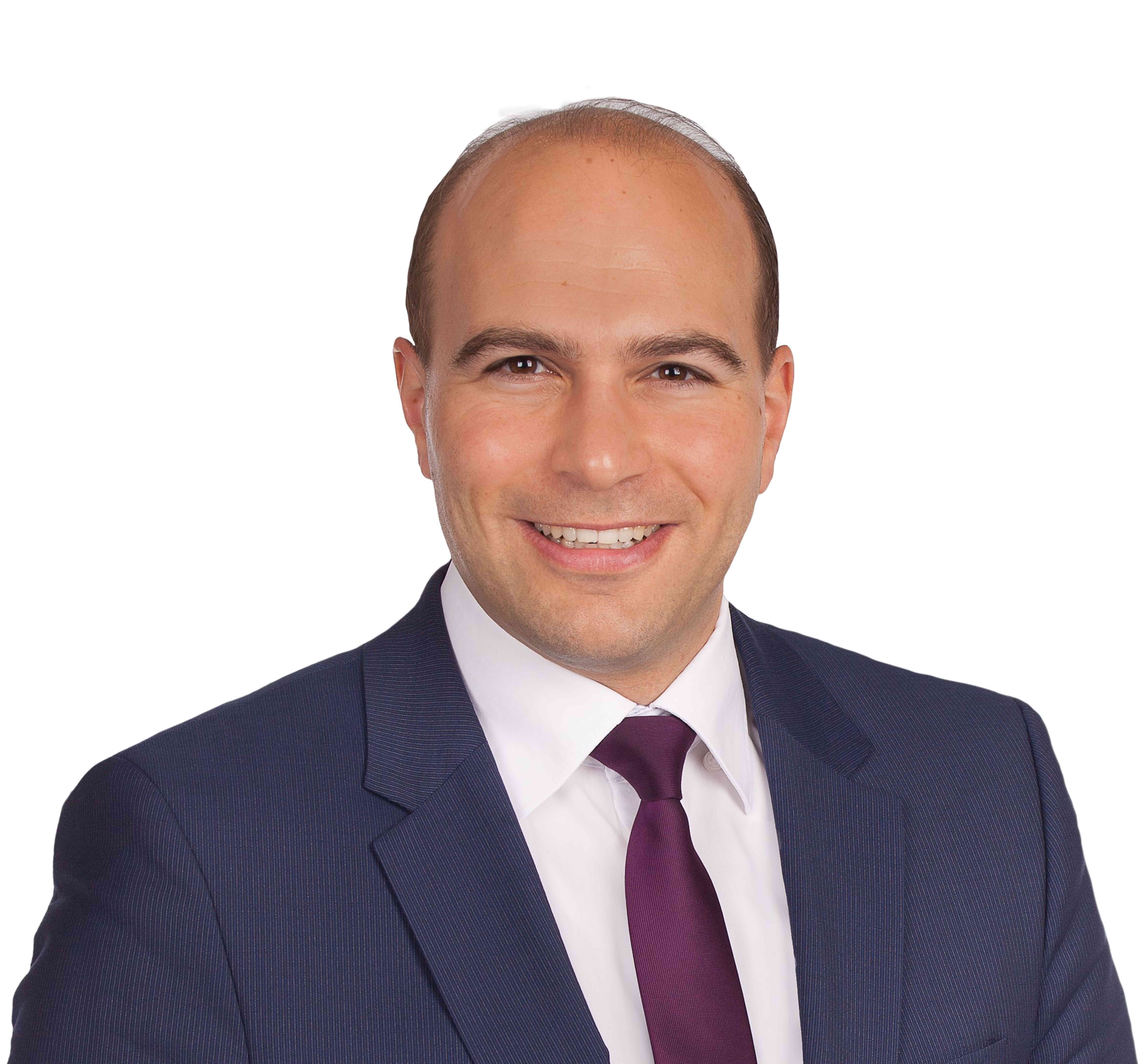
Florian Oßner (2017)

Florian Oßner (* 5. Juli 1980 in Vilsbiburg) ist ein deutscher Politiker (CSU) und Diplom-Volkswirt. Seit 2013 ist er Mitglied des Deutschen Bundestages als Abgeordneter des Bundestagswahlkreises Landshut-Kelheim.

## Leben und Beruf
Mit drei Geschwistern wuchs Oßner im elterlichen landwirtschaftlichen Betrieb in Velden (Landkreis Landshut in Niederbayern) auf. Oßner ist römisch-katholisch, verheiratet und hat zwei Kinder.
Nach dem Abitur am Maximilian-von-Montgelas-Gymnasium in Vilsbiburg und dem Grundwehrdienst bei der Luftwaffe in Germersheim und Freising studierte er von 2000 bis 2005 Volkswirtschaftslehre an der Universität Regensburg sowie an der Handelshögskolan Göteborg (Schweden) und beendete das Studium als Diplom-Volkswirt (Univ.). 
Beruflich war er von 2005 bis zur Wahl in den Bundestag 2013 im Risikomanagement des Baumaschinenherstellers Caterpillar tätig.

## Politische Laufbahn

### Junge Union und CSU
In der Jungen Union war Oßner von 1997 bis 2011 Ortsvorsitzender in Velden. Von 2005 bis 2012 war er sowohl Kreisvorsitzender der Jungen Union als auch stellvertretender Kreisvorsitzender der CSU im Landkreis Landshut. Von 2011 bis 2013 zur Bundestagswahl war er auch Bezirksvorsitzender der Jungen Union in Niederbayern. Außerdem ist er Mitglied in der Mittelstandsunion sowie den Arbeitskreisen Umwelt, Energiewende und Schule der CSU. Seit 2012 ist Oßner CSU-Kreisvorsitzender im Landkreis Landshut und seit 2017 stellvertretender CSU-Bezirksvorsitzender in Niederbayern.
An der CSU-Nominierungsversammlung im Bundestagswahlkreis 228 Landshut-Kelheim wurde Oßner 2012 zum Direktkandidaten bestimmt. Seit 2013 vertritt er direkt die Region Landshut-Kelheim im Deutschen Bundestag.

### Öffentliche Ämter und Positionen
Oßner wurde 2008 in den Marktrat Velden und in den Kreistag Landshut gewählt und ist dort Mitglied im Kreisausschuss. Im Kreistag war er von 2008 bis 2014 stellvertretender CSU-Fraktionsvorsitzender.

### Deutscher Bundestag

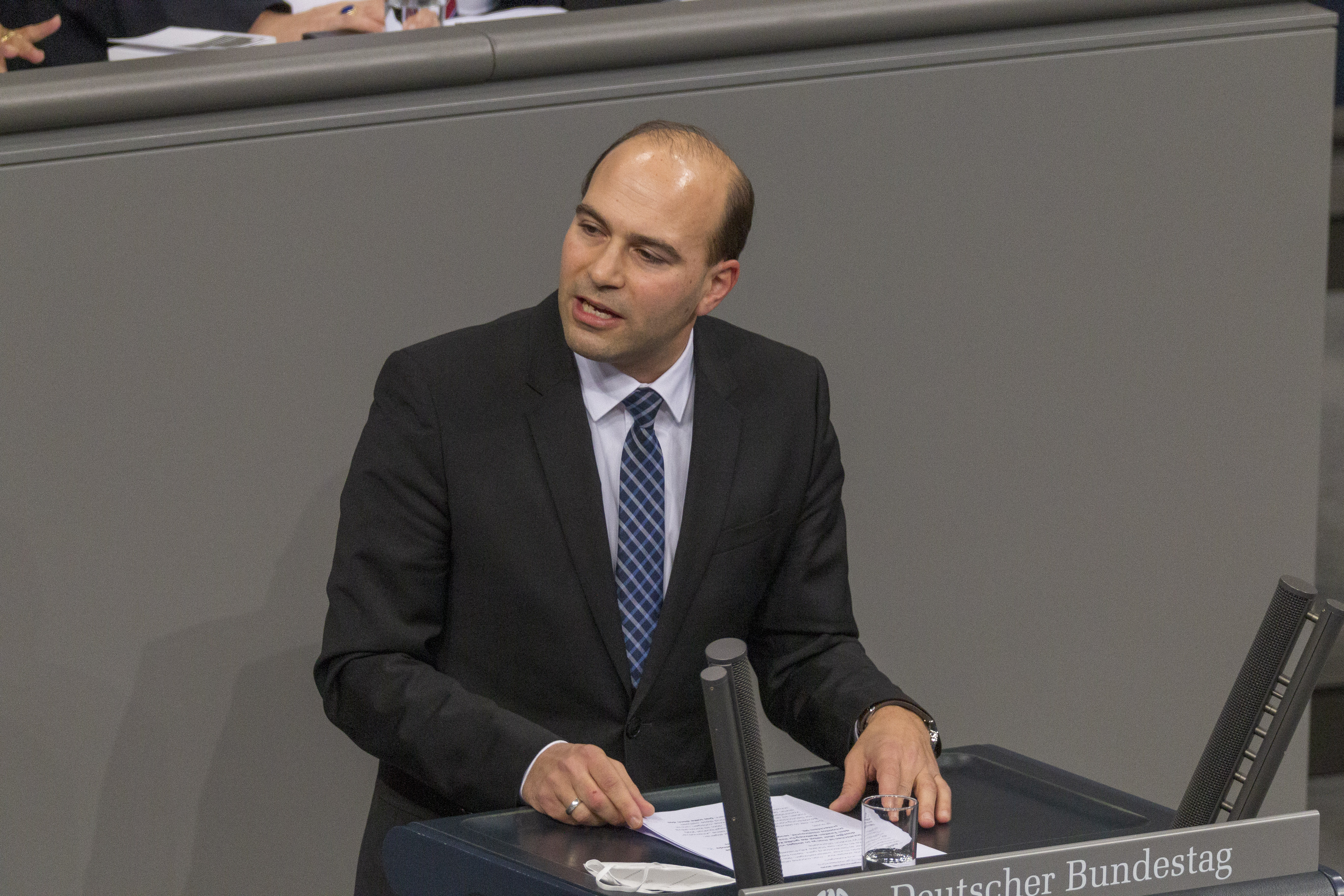
Florian Oßner beim Deutschen Bundestag (2020)

Bei der Bundestagswahl 2013 gewann Oßner mit 58,1 Prozent der Erststimmen das Direktmandat im Bundestagswahlkreis Landshut. Er war im 18. Deutschen Bundestag ordentliches Mitglied im Ausschuss für Verkehr und digitale Infrastruktur sowie stellvertretendes Mitglied im Ausschuss für Ernährung und Landwirtschaft sowie im Ausschuss für Umwelt, Naturschutz und nukleare Sicherheit. Er vertrat die CSU in der Kommission Lagerung hoch radioaktiver Abfallstoffe (Endlagerkommission) gemäß § 3 Standortauswahlgesetz bis zu deren Abschluss im Jahr 2016.
Er ist Mitglied in den Parlamentariergruppen zwischen Deutschland und den Vereinigten Staaten, den nordischen Staaten (Norwegen, Schweden, Finnland, Dänemark, Island) sowie Österreich. Seit 2022 ist er stellvertretender Vorsitzender der Parlamentariergruppe Malta-Zypern. Oßner ist Mitglied der überparteilichen Europa-Union Deutschland, die sich für ein föderales Europa und den europäischen Einigungsprozess einsetzt.
Bei der Bundestagswahl 2017 konnte er mit 39,6 Prozent der Erststimmen sein Direktmandat verteidigen und wieder in den 19. Deutschen Bundestag einziehen, wo er erneut Mitglied des Ausschusses für Verkehr und digitale Infrastruktur und zudem Mitglied des Haushaltsausschusses wurde.
Er gehörte der 16. Bundesversammlung an, die am 12. Februar 2017 Frank-Walter Steinmeier zum neuen Bundespräsidenten wählte.
Bei den Koalitionsverhandlungen für die 19. Legislaturperiode beteiligte er sich in der Arbeitsgruppe Kommunen und ländlicher Raum. In seinem Fokus stand das Erreichen der gleichwertigen Lebensverhältnisse in den Städten und ländlich geprägten Räumen. Dazu wurde als Ziel der flächendeckende Ausbau des schnellen Internets mit Glasfaser sowie des Mobilfunks formuliert.
Bei der Bundestagswahl 2021 konnte er mit 38,2 Prozent der Erststimmen sein Direktmandat verteidigen. In der 20. Wahlperiode war er erstmals Obmann der CDU/CSU-Bundestagsfraktion im Haushaltsausschuss des Deutschen Bundestages und  stellvertretender Vorsitzender des Bundesfinanzierungsgremiums. Zudem blieb er stellvertretendes Mitglied im Verkehrsausschuss sowie im Ausschuss für Landwirtschaft und Ernährung.
Oßner errang bei der vorgezogenen Bundestagswahl 2025 mit 36,2 Prozent der Erststimmen erneut das Direktmandat im Bundestagswahlkreis Landshut. Im 21. Deutschen Bundestag ist er Mitglied im Haushaltsausschuss sowie stellvertretendes Mitglied im Ausschuss für Wohnen, Stadtentwicklung, Bauwesen und Kommunen, im Finanzausschuss und im Verkehrsausschuss. Am 6. Juni 2025 wurde er erneut zum Obmann der CDU/CDU-Bundestagsfraktion im Haushaltsausschuss gewählt. Am 26. Juni 2025 wurde er in das Vertrauensgremium und am Folgetag zu dessen Vorsitzenden gewählt.

## Weiteres Engagement
Ehrenamtlich engagiert Oßner sich in zahlreichen Sportverbänden, bei der Feuerwehr, beim Technischen Hilfswerk sowie in der Kreiskrieger- und Soldatenkameradschaft und ist Mitglied im Kuratorium der Hochschule Landshut. Als Verkehrspolitiker ist er Teilnehmer des am 7. April 2015 eingerichteten Dialogforums Ost-Süd-Umfahrung Landshut im Zuge der B15neu.